# Thomas Schick
Thomas Schick (* 22. Mai 1969 in Alzey) ist ein deutscher Mathematiker, der sich mit algebraischer Topologie und Differentialgeometrie befasst.

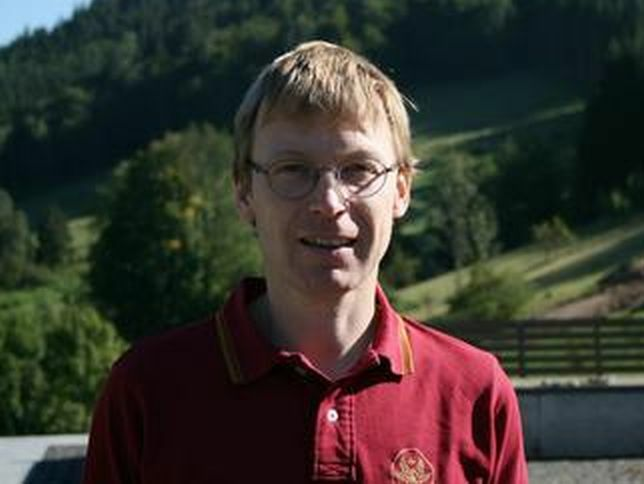
Thomas Schick, Oberwolfach 2012

Schick studierte Mathematik und Physik an der Johannes-Gutenberg-Universität Mainz, wo er 1994 sein Diplom in Mathematik erhielt und 1996 bei Wolfgang Lück promoviert wurde (Analysis on Manifolds of Bounded Geometry, Hodge-deRham Isomorphism and {\displaystyle L^{2}}-Index Theorem). Als Post-Doktorand war er zwei Jahre an der Universität Münster und von 1998 bis 2000 als Assistant Professor an der Pennsylvania State University (bei Nigel Higson und John Roe). Schick habilitierte sich 2000 in Münster und ist seit 2001 Professor für Reine Mathematik an der Georg-August-Universität Göttingen.
Er befasst sich mit topologischen Invarianten, z. B. {\displaystyle L^{2}}-Invarianten und solchen, die sich aus der K-Theorie von Operatoralgebren ergeben. Sie treten z. B. bei Verallgemeinerungen des Atiyah-Singer-Indexsatzes auf.
Mit Wolfgang Lück führte er die starke Atiyah-Vermutung ein. Die Atiyah-Vermutung macht Aussagen über die möglichen Werte der {\displaystyle L^{2}}-Betti-Zahlen von Riemannschen Mannigfaltigkeiten und allgemeiner CW-Komplexen (in Abhängigkeit von den Eigenschaften der Fundamentalgruppe). Schick bewies mit Peter Linnell einen Satz dazu über das Verhalten bei Gruppenerweiterungen und er bewies Spezialfälle. Ähnliche Methoden wandte er auch bei der Baum-Connes-Vermutung an, wo er einen Satz über die Gültigkeit bei Erweiterung von Gruppen bewies, für die die Gültigkeit schon bewiesen ist, mit Anwendung auf Zopfgruppen.
Nachdem in den 1990er Jahren die Gromov-Lawson-Rosenberg-Vermutung für Kriterien zur Existenz einer Metrik mit positiver Skalarkrümmung für eine ganze Reihe von Fundamentalgruppen bewiesen wurde, fand Schick 1997 ein Gegenbeispiel.
Er war Koordinator des Courant-Forschungszentrums Strukturen höherer Ordnung in der Mathematik an der Universität Göttingen. Ein Hauptziel des Forschungszentrums war die Untersuchung mathematischer Strukturen, die in der modernen theoretischen Physik eine Rolle spielen könnten (Stringtheorie, Quantengravitation).
Er gehörte zum Herausgebergremium der Mathematischen Annalen. 2014 war er Eingeladener Sprecher auf dem ICM in Seoul (The topology of scalar curvature). Seit 2016 ist er ordentliches Mitglied der Niedersächsischen Akademie der Wissenschaften zu Göttingen. Er ist Fellow der American Mathematical Society. Einer seiner Doktoranden war Nils Waterstraat.

## Schriften
- Topology of scalar curvature. Proc. ICM 2014, Seoul.
- Operator algebras and topology. ICTP Summer School, Triest 2001.
- Mit Bunke: Differential K-Theory.
- Mit Bunke: Smooth K-Theory. In: Astérisque. No. 328 (2009), 45–135 (2010). ISBN 978-2-85629-289-1.
- Mit Hanke, Steimle: The space of metrics of positive scalar curvature. Publ. Math. Inst. Hautes Études Sci. 120 (2014), 335–367.
- Mit Hanke: Enlargeability and index theory. J. Differential Geom. 74 (2006), no. 2, 293–320.
- Mit Dodziuk, Linnell, Mathai, Yates: Approximating L2-invariants and the Atiyah conjecture. Dedicated to the memory of Jürgen K. Moser. Comm. Pure Appl. Math. 56 (2003), no. 7, 839–873.
- Mit Grigorchuk, Linnell, Żuk: On a question of Atiyah. C. R. Acad. Sci. Paris Sér. I Math. 331 (2000), no. 9, 663–668.
- Mit Lück: {\displaystyle L^{2}} torsion of hyperbolic manifolds of finite volume. In: Geometric and Functional Analysis. Band 9, 1999, S. 518–567, Arxiv.
- Integrality of {\displaystyle L^{2}} Betti numbers. In: Mathematische Annalen. Band 317, 2000, S. 727–750, Arxiv.
- {\displaystyle L^{2}}-index theorem for elliptic boundary problems. In: Pacific J. Math. Band 197, 2001, S. 423–439, Arxiv.